# Spalangia haematobiae
Spalangia haematobiae är en stekelart som beskrevs av William Harris Ashmead 1894. Spalangia haematobiae ingår i släktet Spalangia och familjen puppglanssteklar.
Artens utbredningsområde är:
- Costa Rica.
- Puerto Rico.

Inga underarter finns listade i Catalogue of Life.